# Cristiano Júnior
Pour les articles homonymes, voir Cristiano.
Cristiano Sebastião de Lima Júnior dit Cristiano Júnior (né le 5 juin 1979 à Brasilia et mort le 5 décembre 2004 à Bangalore (Inde) était un footballeur brésilien, jouant au poste d'attaquant.

## Biographie
Il termine meilleur buteur du championnat indien lors de la saison 2003-2004 (15 buts).
Lors de la finale de la Federation Cup, le 5 décembre 2004, il heurte le gardien de Mohun Bagan, Subrata Pal, à la 78e minute, alors qu'il est en train d'inscrire un but. Il fait un arrêt cardiaque et décède à l'hôpital. Le club de Dempo annonce alors que le numéro 10 est retiré en son honneur. Le club dépose une plainte pour négligence criminelle envers Subrata Pal, l'hôpital Hosmat, la Karnataka State Football Association, ainsi que les organisateurs. Subrata Pal se voit suspendu deux mois à la suite de ce drame.